# Иночкин, Иван Петрович
Ива́н Петро́вич И́ночкин (15 ноября 1903, Антиповка, Саратовская губерния — 1978, Волгоград) — начальник отдела механизации Сталинградского тракторного завода, изобретатель, автор и создатель первой в СССР автоматической линии в машиностроении (1939), заслуженный изобретатель РСФСР.

## Биография
Родился 2 (15) ноября 1903 г. в семье рабочего в селе Антиповка, ныне Камышинского района Волгоградской области. Там же окончил три класса сельской школы.
С 1920 г. работал на рыбных промыслах Астрахани. В 1925—1928 служил в РККА, по направлению командования окончил Ленинградскую школу оружейных мастеров.
В начале 1929 г. приехал в Сталинград на строительство тракторного завода. После запуска завода работал там же в отделе главного механика слесарем по наладке станков с гидравлическими системами управления. Без отрыва от производства учился в рабочем университете.
В 1935 г. приступил к работе над проектом автоматической линии из агрегатных станков. Ему в помощь приказом по заводу от 4 мая 1937 г. в отделе главного технолога СТЗ было создано специальное проектное бюро. В следующем году проект был готов.
На автоматической линии для обработки ступицы поддерживающего ролика гусеницы двое рабочих за 1 час изготавливали 75 деталей, по старой технологии за то же время 7 рабочих делали 25 деталей. За это изобретение Иночкин награждён серебряной медалью ВСХВ, 1939 г.
В журнале «Огонёк» № 35 за 1940 г. фото Иночкина помещено на обложке с аннотацией: стахановец и изобретатель Сталинградского тракторного завода Иван Петрович Иночкин — кандидат на Сталинскую премию. Однако по каким-то причинам Сталинскую премию он не получил.
В 1940 г. возглавил созданный по его предложению отдел механизации и автоматизации (ОМА). Создал и внедрил в производство 12 литейных конвейеров, большой формовочный автомат, 6 автоматических линий обработки траков, пресс для прессовки стружки в брикеты, несколько агрегатных станков, гидравлический узел для трактора СТЗ-НАТИ. 
В числе его изобретений — мортира для метания бутылок с зажигательной смесью с дальностью действия 75-100 метров. Этот бутылкометатель использовался в 1942 году народным ополчением во время Сталинградской битвы.
В 1944 г. участвовал в восстановлении завода СТЗ, затем вернулся на прежнюю должность главного конструктора отдела механизации и автоматизации, в которой работал до выхода на пенсию в 1967 г. 
Заслуженный изобретатель РСФСР (1966). Награжден орденом «Знак Почёта» (1946), медалью «За трудовую доблесть» (1960).
Умер в 1978 году (не позднее апреля, так как уже в майском номере журнала «Изобретатель и рационализатор» вышел некролог).

## Память
В Волгограде на доме № 14 по улице Льговской установлена доска: «В этом доме жил создатель первой в СССР комплексно-механизированной линии на Сталинградском тракторном заводе Иночкин Иван Петрович (1903—1978 гг.)». Дата открытия: 21 09.1984 г.